# Cläre Lotto
Cläre Lotto, auch Claire Lotto oder Kläry Lotto, (* 23. März 1893 in Casekow als Klara Elsbeth Alma Harnisch; † 26. August 1952 in Berlin-Tempelhof) war eine deutsche Tänzerin und Schauspielerin.

## Leben
Cläre Lotto wurde an der Wiener Hofburg als Tänzerin ausgebildet, tanzte in Wien, Budapest und Moskau und ging dann nach Berlin. 
Sie trat in einer Anzahl – oft ungarischer – Filme auf. In Berlin begegnete sie 1920 dem Schauspieler Carl de Vogt, den sie am 14. Oktober 1922 heiratete. Ihre frühen Filme entstanden unter der Leitung von Michael Curtiz, in vielen trat sie gemeinsam mit Bela Lugosi auf. Dem Zusammentreffen mit Carl de Vogt folgte dann eine große Anzahl gemeinsamer Filmprojekte.

## Filmografie
| - 1917: Az Ezredes - 1918: Lili - 1918: 99 - 1918: A Napraforgós hölgy - 1920: Die Todeskarawane - 1920: Auf den Trümmern des Paradieses - 1921: Es waren zwei Königskinder… - 1921: Die Schatzkammer im See, 1. Teil: Brillantenmarder - 1921: Die Schatzkammer im See, 2. Teil: Der Klub der Zwölf - 1921: Acht Uhr Dreizehn. Das Geheimnis des Deltaklubs - 1921: Der Herr der Bestien - 1921: Die Schreckensnacht in der Menagerie - 1921: Im Banne der Kralle - 1921: Unter Räubern und Bestien - 1922: Die Tigerin - 1922: Die Kleine vom Film - 1922: Der Gaukler von Paris - 1922: Die weisse Wüste - 1922: Die Stumme von Portici | - 1922: Allein im Urwald - 1923: Dämon Zirkus - 1924: Sklaven der Liebe - 1924: Die Schuld - 1924: Die Tragödie der Entehrten - 1924: Der Schrecken des Meeres - 1924: Prater - 1925: Der Flug um den Erdball, zwei Teile - 1925: Zapfenstreich - 1925: Die Europameisterschaft: Teil 2, Der letzte Grenadier - 1926: Hölle der Liebe, Erlebnisse aus einem Tanzpalast - 1926: Schützenliesel - 1927: Das Heiratsnest - 1927: Gestrandete Menschen - 1928: Der Geliebte seiner Frau - 1931: Lügen auf Rügen - 1933: Karl renoviert seine Wohnung (Kurzfilm) |